# Georges Poitou
Georges Poitou (* 11. Februar 1926 in Paris; † 14. Dezember 1989) war ein französischer Mathematiker, der sich mit Zahlentheorie beschäftigte.

## Biografie
Poitou kam aus bescheidenen Verhältnissen. Er besuchte mit einem Stipendium das Lycée Henri IV in Paris und studierte ab 1945 an der École normale supérieure (ENS) und schloss dort 1948 mit der Agrégation in Mathematik ab. 1953 wurde er bei Albert Chatelet mit einer Arbeit über Zahlentheorie promoviert (Sur l'approximation des nombres complexes par les nombres des corps imaginaires quadratiques dénués d'idéaux non principaux particulièrement lorsque vaut l'algorithme d'Euclide). Danach war er Directeur de Recherche des Centre national de la recherche scientifique (CNRS) und lehrte zunächst als Dozent (Maître de Conferences) an der Universität Tunis und 1955 bis 1965 an der Faculté des Sciences de Lille. Ab 1965 war er an der Faculté des sciences d’Orsay (heute Universität Paris-Süd) und war dort von 1968 bis 1970 Dekan (Doyen).
Mit Hubert Delange (1913–2003) und Charles Pisot leitete er ein von Delange und Pisot 1959 gegründete Seminar für Zahlentheorie (Séminaire Delange-Pisot-Poitou), das sich wöchentlich dienstags im Institut Henri Poincaré traf und viel für die Etablierung der zahlentheoretischen Forschung in Frankreich erreichte.
Er ist für die Exakte Sequenz von Poitou-Tate in der Galoiskohomologie bekannt und für die Tate-Poitou-Dualität (bzw. den Dualitätssatz von Poitou).
Ab 1981 bis zu seinem Tod 1989 war er Präsident der École normale supérieure. Unter seiner Leitung endete die getrennte Unterrichtung von weiblichen und männlichen Studenten, indem die ENS an der Rue d’Ulm und die École normale supérieure de jeunes filles 1985 fusionierten. Poitou sorgte auch für eine grundlegende Modernisierung des Unterrichtsangebots an der ENS. 1974 war er Präsident der Société Mathématique de France.
Poitou war mit der Mathematikerin Lucile Bégueri verheiratet (zeitweise eine Grothendieck-Schülerin).

## Schriften
- Introduction a la Theorie des Categories et aux problèmes universels, Paris: Ediscience 1971
- Herausgeber: Cohomologie galoisienne des modules finis, Séminaire de l'Institut de Mathématiques de Lille 1962/63, Paris: Dunod 1967